# Yarrow River
Der Yarrow River ist ein Fluss im Nordosten des australischen Bundesstaates New South Wales.

## Geographie
Die Quelle des Yarrow River liegt an den Osthängen des Mount Mitchell in der Great Dividing Range, südwestlich des Warra-Nationalparks. Von dort fließt er nach Nordosten und mündet nordöstlich der Mann River Nature Reserve in den Mann River.